# Leopoldamys
A Leopoldamys az emlősök (Mammalia) osztályának rágcsálók (Rodentia) rendjébe, ezen belül az egérfélék (Muridae) családjába tartozó nem.

## Rendszerezés
A nembe az alábbi 7 faj tartozik:
- Leopoldamys ciliatus Bonhote, 1900
- Leopoldamys diwangkarai Maryanto & Sinaga, 2008
- Leopoldamys edwardsi Thomas, 1882
- Leopoldamys milleti Robinson & Kloss, 1922
- sziámi hosszúfarkúpatkány (Leopoldamys neilli) J. T. Marshall, Jr., 1976
- Leopoldamys sabanus Thomas, 1887 - típusfaj
- Mentawai-szigeteki hosszúfarkúpatkány (Leopoldamys siporanus) Thomas, 1895